# Таборка (приток Ключанки)
Таборка — река в России, протекает в Добрянском районе Пермского края. Устье реки находится в 9,9 км по левому берегу реки Ключанка. Длина реки составляет 12 км.
Исток реки в лесном массиве на западных предгорьях Среднего Урала в 24 км к юго-западу от города Губаха. Генеральное направление течения — северо-запад, всё течение проходит по ненаселённому лесному массиву среди холмов, покрытых тайгой. Притоки — Фортаниха (правый); Болдиха, Ястребова, Еремовка (левые).

## Данные водного реестра
По данным государственного водного реестра России, относится к Камскому бассейновому округу, водохозяйственный участок реки — Кама от города Березники до Камского гидроузла, без реки Косьва (от истока до Широковского гидроузла), Чусовая и Сылва, речной подбассейн реки — бассейны притоков Камы до впадения Белой. Речной бассейн реки — Кама.
По данным геоинформационной системы водохозяйственного районирования территории РФ, подготовленной Федеральным агентством водных ресурсов:
- Код водного объекта в государственном водном реестре — 10010100912111100008816
- Код по гидрологической изученности (ГИ) — 111100881
- Код бассейна — 10.01.01.009
- Номер тома по ГИ — 11
- Выпуск по ГИ — 1